# Vụ hỏa hoạn Kokurakita 2024
Vụ hỏa hoạn Kokurakita 2024 (鳥町食道街火災) xảy ra vào lúc 15:10 (theo giờ địa phương), ngày 3 tháng 1 năm 2024, tại một tòa nhà gần khu phố ẩm thực Torimachi Shokudo-gai thuộc quận Kokurakita, thành phố Kitakyūshū, tỉnh Fukuoka, Nhật Bản. Hậu quả vụ cháy không gây thương vong về người, nhưng vụ cháy đã làm 35 cửa hàng bị thiêu rụi. Vụ cháy đã đánh dấu ngày thứ ba liên tiếp Nhật Bản xảy ra tai nạn, sau vụ va chạm hai máy bay và động đất.

## Diễn biến
Vụ cháy bắt đầu vào khoảng 15:10 ngày 3 tháng 1, một nồi lẩu trong nhà hàng có dấu hiệu bất thường rồi bốc cháy. Lửa bắt đầu bùng lên và nhanh chóng lan sang các tòa nhà lân cận. Lúc 18:00, đám cháy vẫn chưa dập tắt được.
Vụ cháy được kiểm soát lúc 4:00 ngày 4 tháng 1, nhưng hiện trường vẫn còn bốc khói. Lực lượng cứu hỏa xác nhận vào lúc 8:50, đám cháy đã được khống chế hoàn toàn.

## Hậu quả
Theo Sở cứu hỏa, không có báo cáo thương vong nào được xác nhận. Lửa đã thiêu rụi 35 cửa hàng, với diện tích khoảng 2.900 km2.